# Steve Roach
Steve Roach (ur. 16 lutego 1955 w La Mesa) – amerykański muzyk, multiinstrumentalista, który tworzy i wykonuje muzykę ambient i elektroniczną. Jest jednym z pionierów muzyki ambient, a także jej czołową postacią.

## Twórczość
Roach swe inspiracje czerpie z wczesnego elektronicznego rocka, reprezentowanego przez takich artystów, jak Klaus Schulze, Tangerine Dream i Vangelis. Roach przyjął bardzo impresjonistyczne podejście do tworzenia muzyki. Inspiracją dla niego są zwykle pejzaże lub zjawiska natury. Roach jest także wyrazicielem prymitywizmu w muzyce ambient, adaptując do swych kompozycji elementy muzyki pierwotnych kultur – na przykład australijskiej na albumie Dreamtime Return (1988), który uznawany jest za jedno z najważniejszych dzieł tego gatunku.
Steve Roach znany jest także ze współpracy z wieloma czołowymi artystami sceny ambient, takimi jak Vidna Obmana, Robert Rich czy Roger King.

## Dyskografia
- 1977: Traveler
- 1983: Now/Traveler
- 1984: Structures from Silence
- 1986: Empetus
- 1986: Quiet Music, Vol. 1
- 1986: Quiet Music, Vol. 2
- 1986: Quiet Music, Vol. 3
- 1987: Space Dreaming
- 1987: Western Spaces
- 1988: Dreamtime Return
- 1988: The Leaving Time
- 1989: Desert Solitaire
- 1990: Stormwarning
- 1990: Strata (z Robertem Richem)
- 1990: The Australia – Sound of the Earth
- 1992: Soma (z Robertem Richem)
- 1992: World’s Edge
- 1993: Suspended Memories, Forgotten Gods
- 1993: Forgotten Gods
- 1993: Origins
- 1994: Earth Island
- 1994: Artifacts
- 1995: Kiva (z Michaelem Stearnsem i Ronem Sunsingerem)
- 1995: Well of Souls (z Vidną Obmaną)
- 1996: The Magnificent Void
- 1996: Halcyon Days (z Stephenem Kentem, Kennethem Newby’m)
- 1997: Amplexus
- 1997: Cavern of Sirens
- 1997: Lost Pieces
- 1997: On This Planet
- 1998: Dust to Dust
- 1998: Slow Heat
- 1999: Body Electric
- 1999: Light Fantastic
- 1999: The Dream Circle
- 1999: The Ambient Expanse
- 1999: Ascension of Shadows (3×CD, z Vidną Obmaną)
- 2000: The Serpent’s Lair (z Byronem Metcalfem)
- 2000: Midnight Moon
- 2000: Live Archive
- 2000: Thupten Pema Lama
- 2000: Circles and Artifacts
- 2001: Early Man
- 2001: Blood Machine
- 2001: Core
- 2001: The Lost Pieces, Vol. 2 – Truth & Beauty
- 2001: Pure Flow
- 2002: Streams & Currents
- 2002: Innerzone
- 2002: Trance Spirits
- 2002: All Is Now
- 2002: Day out of Time
- 2002: Darkest Before Dawn
- 2003: Space and Time, An Introduction to the Soundworlds of Steve Roach
- 2003: Life Sequence
- 2003: Texture Maps, The Lost Pieces Vol. 3
- 2003: Mystic Chords & Sacred Spaces
- 2004: Places Beyond, The Lost Pieces Vol. 4
- 2004: Holding the Space, Fever Dreams II
- 2004: Mantram
- 2004: Fever Dreams
- 2004: Spirit Dome
- 2005: The Dreamtime Box
- 2005: Dreamtime Return
- 2005: New Life Dreaming
- 2005: Possible Planet
- 2006: Immersion One
- 2006: Proof Positive
- 2006: Kairos – The Meeting of Time and Destiny
- 2006: Immersion Two
- 2007: Fever Dreams III
- 2007: Immersion Three
- 2008: A Deeper Silence
- 2008: Dynamic Stilness
- 2008: Afterlight
- 2008: Immersion Four
- 2008: Destination Beyond